# Villa Ángela
Villa Ángela – miasto w Argentynie w prowincji Chaco.
W 2015 roku miasto liczyło 43,8 tys. mieszkańców.